# Judy Geeson
Judith Amanda Geeson (Arundel, 10 september 1948) is een Brits actrice, die sinds 1984 vooral actief is in de Verenigde Staten.

## Levensloop
Geesons familie verhuisde op haar tiende naar Londen, waar haar vader haar en haar zus inschreef voor een prestigieuze toneelopleiding. Aanvankelijk wilde Geeson balletdanseres worden, maar zij moest dit om medische redenen opgeven.
Geeson speelde belangrijke rollen in onder meer To Sir, with Love (naast Sidney Poitier), Berserk (met ook Joan Crawford), The Executioner (met onder anderen George Peppard en Joan Collins) en The Eagle Has Landed (naast onder anderen Michael Caine, Donald Sutherland en Robert Duvall). 
Geeson debuteerde in 1961 op 12-jarige leeftijd in een aflevering van de langlopende Britse politieserie Dixon of Dock Green. Haar filmdebuut maakte ze in de in 1963 verschenen thriller Wings of Mystery. Verder speelde ze belangrijke rollen in tv-series als Poldark, Damger UXB en later in Mad About You.
Op het toneel vertolkte zij onder meer de rol van Desdemona in Othello en die van Lavinia in Titus Andronicus en speelde ze in stukken als The Real Thing van Tom Stoppard.
Geeson heeft een antiekwinkel in haar woonplaats Los Angeles. Tussen 1984 en 1989 was ze getrouwd met de Amerikaanse acteur Kristoffer Tabori.

## Filmografie
- 31 (2016) - Sister Dragon
- Grandma (2015) - Francesca
- The Lords of Salem (2012) - Lacy Doyle
- Spanish Fly (2003) - Miss Engeland
- Gilmore Girls (televisieserie) - Natalie Swope (afl. Presenting Lorelai Gilmore, 2001, Eight O' Clock at the Oasis, 2002, A Deep Fried Korean Thanksgiving, 2002)
- Charmed (televisieserie) - Ruth Cobb (afl. All Halliwell's Eve, 2000)
- Alien Fury: Countdown to Invasion (televisiefilm, 2000) - Alien (Stem)
- Touched by an Angel (televisieserie) - Pookie (afl. Buy Me a Rose, 2000)
- Everything Put Together (2000) - Angie's moeder
- The Duke (1999) - Lady Fautblossom
- Mad About You (televisieserie) - Maggie Conway (30 afl., 1992-1999)
- Tracey Takes On... (televisieserie) - Elsie Ayliss (afl. Childhood, 1997, Hair, 1999)
- The Love Boat: The Next Wave (televisieserie) - Chloe (afl. Dust, Lust, Destiny, 1998)
- Houdini (televisiefilm, 1998) - Lady Doyle
- George & Leo (televisieserie) - Tasha (afl. The Massage: Part 1 & 2, 1998)
- Tracey Takes On... (televisieserie) - Dorothy Appleton (afl. Age, 1998)
- NewsRadio (televisieserie) - De veilingmeesteres (afl. Look Who's Talking, 1998)
- Fired Up (televisieserie) - Alissa Leeds (afl. Who's the Boss, 1997)
- Baywatch Nights (televisieserie) - Grace (afl. Heat Rays, 1996)
- To Sir, with Love II (televisiefilm, 1996) - Pamela Dare
- Tracey Takes On... (televisieserie) - Gaste (afl. Royalty, 1996)
- Star Trek: Voyager (televisieserie) - Sandrine (afl. The Cloud, 1995, Twisted, 1995)
- Sherman Oaks (televisieserie) - Leni Lemoyne (afl. The Contest, 1995)
- Young Goodman Brown (1993) - Bridget Bishop
- Monsters (televisieserie) - Anna (afl. Refugee, 1990)
- MacGyver (televisieserie) - Liane Auber/Elena Iturbe (afl. The Odd Triple, 1988, Unfinished Business, 1989, niet op aftiteling)
- Boon (televisieserie) - Jolene Marshall (afl. One Reborn Every Minute, 1989)
- The Secret Life of Kathy McCormick (televisiefilm, 1988) - Babs
- The Price of Life (1987) - Anthea
- American Playhouse (televisieserie) - Anthea (afl. The Price of Life, 1987)
- Hotel (televisieserie) - Pat Magnuson (afl. Enemies Within, 1986)
- The A-Team (televisieserie) - Marlena Strasser (afl. Quarterback Sneak, 1986)
- Murder, She Wrote (televisieserie) - Zuster Ruth Fargo (afl. Murder in the Electric Cathedral, 1986)
- Murder, She Wrote (televisieserie) - Elaine McComber (afl. Paint Me a Murder, 1985)
- Tales of the Unexpected (televisieserie) - Mary (afl. The Memory Man, 1983)
- Saturday Night Thriller (televisieserie) - Rol onbekend (afl. Grass, 1982)
- The Plague Dogs (1982) - Pekineesje (Stem)
- The Kenny Everett Television Show (televisieserie) - Verschillende rollen (afl. 1.8, 1982)
- Inseminoid (1981) - Sandy
- Tales of the Unexpected (televisieserie) - Sandra (afl. Poison, 1980)
- Breakaway (televisieserie) - Becky Royce (6 afl., 1980)
- Towards the Morning (1980) - Rol onbekend
- Crown Court (televisieserie) - Annette Sanderson (afl. Heart to Heart, 1979)
- Danger UXB (televisieserie) - Susan (9 afl., 1979)
- The Newcomers (televisieserie) - Maria Cooper (afl. Prologue, 1977, 1911, 1979)
- Return of the Saint (televisieserie) - Selma Morell (afl. The Judas Game, 1978)
- Dominique (1978) - Marjorie Craven
- Poldark (televisieserie) - Caroline Penvenen-Enys (12 afl., 1975-1977)
- Seven Faces of a Woman (televisieserie) - Carol (afl. She: Carol, 1977)
- The Eagle Has Landed (1976) - Pamela
- Star Maidens (televisieserie) - Fulvia (8 afl., 1976)
- Carry on England (1976) - Sergeant Tilly Willing
- Short Ends (1976) - Claudine
- Adventures of a Taxi Driver (1976) - Nikki
- Space: 1999 (televisieserie) - Regina Kesslann (afl. Another Time, Another Place, 1976)
- Brannigan (1975) - Jennifer
- Thriller (televisieserie) - Helen Marlow (afl. Night Is the Time for Killing, 1975)
- Diagnosis: Murder (1975) - Helen
- Percy's Progress (1974) - Dr. Fairweather
- BBC Play of the Month (televisieserie) - Chloe (afl. The Skin Game, 1974)
- The Rivals of Sherlock Holmes (televisieserie) - Polly Burton (afl. The Mysterious Death on the Underground Railway, 1973)
- It Happened at Nightmare Inn (1973) - Laura Barkley
- BBC Play of the Month (televisieserie) - Lucy Honeychurch (afl. A Room with a View, 1973)
- Fear in the Night (1972) - Peggy Heller
- Doomwatch (1972) - Victoria Brown
- The Adventurer (televisieserie) - Suzy Dolman (afl. Poor Little Rich Girl, 1972)
- BBC Play of the Month (televisieserie) - Lady Windermere (afl. Lady Windermere's Fan, 1972)
- 10 Rillington Place (1971) - Beryl Evans
- Sam Hill: Who Killed Mr. Foster? (televisiefilm, 1971) - Jody Kenyon
- One of Those Things (1971) - Susanne Strauss
- Goodbye Gemini (1970) - Jacki
- The Executioner (1970) - Polly Bendel
- Happy Ever After (televisieserie) - Rol onbekend (afl. The Fifty-First State, 1969)
- Two Gentlemen Sharing (1969) - Jane
- Three Into Two Won't Go (1969) - Ella Patterson
- Hammerhead (1968) - Sue Trenton
- Prudence and the Pill (1968) - Geraldine Hardcastle
- ITV Playhouse (televisieserie) - Phoebe Hardy (afl. Rogues' Gallery: The Tale of Lancelot Wishart, 1968)
- Here We Go Round the Mulberry Bush (1968) - Mary Gloucester
- Man in a Suitcase (televisieserie) - Sue Mandel (afl. Sweet Sue, 1967)
- Berserk (1967) - Angela Rivers
- To Sir, with Love (1967) - Pamela Dare
- Mr. Rose (televisieserie) - Shirley (afl. The Tin God, 1967)
- Mrs Thursday (televisieserie) - Brenda Scott (afl. The Snows of Yesteryear, 1966)
- ITV Play of the Week (televisieserie) - Judith (afl. The Dance of Death, 1966)
- Danger Man (televisieserie) - Helen Cazalet (afl. The Outcast, 1965)
- The Newcomers (televisieserie) - Maria Cooper (afl. 1.1, 1965)
- Blackmail (televisieserie) - Sarah (afl. The Red House, 1965)
- Cluff (televisieserie) - Joan Cluff (afl. The Strangers, 1965)
- Alexander Graham Bell (televisiefilm, 1965) - Rol onbekend
- The Wednesday Play (televisieserie) - Vanella (afl. Malatesta, 1964)
- ITV Play of the Week (televisieserie) - Rol onbekend (afl. I Can Walk Where I Like, Can't I?, 1964)
- Dixon of Dock Green (televisieserie) - Jenny Fenton (afl. Web of Lies, 1964)
- Wings of Mystery (1963) - Jane
- Emergency-Ward 10 (televisieserie) - Joanne Phipps (afl. 14 september 1962)
- Dixon of Dock Green (televisieserie) - Dawn Pearce (afl. The Traffic of a Night, 1961)

- Biblioteca Nacional de España: XX1552435
- Bibliothèque nationale de France: cb13950582q (data)
- Gemeinsame Normdatei: 1221643118
- International Standard Name Identifier: 0000 0000 7139 5514
- Library of Congress Control Number: no92022736
- Nationale Bibliotheek van Tsjechië: xx0172627
- Nationale Bibliotheek van Israël: 987007434554005171
- Nederlandse Thesaurus van Auteursnamen: 074575910
- Système universitaire de documentation: 150425139
- Virtual International Authority File: 29101232
- WorldCat: E39PBJvd3XHyrV48GwQxw9RdwC